# Куп Румуније у кошарци
Куп Румуније у кошарци (рум. Cupa României la baschet masculin) је годишње кошаркашко такмичење у Румунији. Организацијом се бави Кошаркашки савез Румуније.

## Победници
| - 1954 - - 1955 - - 1956 - - 1957 - - 1958 - - 1959 - - 1960 - - 1961 - - 1962 - - 1963 - - 1964 - - 1965 - - 1966 - Стеауа Букурешт - 1967 - Динамо Букурешт - 1968 - Динамо Букурешт - 1969 - Динамо Букурешт - 1970 - - 1971 - - 1972 - - 1973 - - 1974 - - 1975 - - 1976 - | - 1977 - - 1978 - - 1979 - - 1980 - Динамо Букурешт - 1981 - Стеауа Букурешт - 1982 - - 1983 - - 1984 - - 1985 - - 1986 - - 1987 - - 1988 - - 1989 - - 1990 - - 1991 - - 1992 - - 1993 - - 1994 - - 1995 - У Клуж-Напока - 1996 - - 1997 - - 1998 - - 1999 - | - 2000 - - 2001 - - 2002 - - 2003 - - 2004 - Асесофт Плоешти - 2005 - Асесофт Плоешти - 2006 - Асесофт Плоешти - 2007 - Асесофт Плоешти - 2008 - Асесофт Плоешти - 2009 - Асесофт Плоешти - 2010 - Темишвар - 2011 - Газ метан Медијаш - 2012 - Питешти - 2013 - Газ метан Медијаш - 2014 - Енергија Ровинари - 2015 - Темишвар - 2016 - У Клуж-Напока - 2017 - У Клуж-Напока - 2018 - У Клуж-Напока - 2019 - Сибију - 2020 - У Клуж-Напока |